# Parahybos chaetoproctus
Parahybos chaetoproctus är en tvåvingeart som beskrevs av Mario Bezzi 1907. Parahybos chaetoproctus ingår i släktet Parahybos och familjen puckeldansflugor.
Artens utbredningsområde är Taiwan. Inga underarter finns listade i Catalogue of Life.